# Gino Fratesi
Gino Fratesi (Campi Bisenzio, 31 dicembre 1906 – 6 luglio 1993) è stato un tenore italiano.
Il suo vero nome era Gino Frati.
Nato da famiglia contadina, scoprì di avere una bella voce durante il servizio militare a Napoli e decise di studiare canto lirico.
Il suo debutto artistico avvenne il 6 maggio 1934 con Lucia di Lammermoor di Gaetano Donizetti al Teatro Dante (oggi Teatrodante Carlo Monni) della sua cittadina natale. La sua carriera si svolse fino al 1952 attraverso i maggiori teatri lirici italiani (la Scala di Milano, Opera di Roma, Teatro Regio di Parma, Teatro Comunale di Firenze, Petruzzelli di Bari, Massimo di Palermo) e con tournée in Spagna (da ricordare una rappresentazione davanti al generale Francisco Franco), Croazia, Libia, Egitto (da ricordare un concerto alla corte di Re Faruk), Stati Uniti e Canada.
La sua carriera artistica lo vide interpretare diversi ruoli classici della lirica italiana: fu Alfredo Germont in La traviata, accanto a mitiche "Violetta" come Gilda Dalla Rizza, Magda Olivero, Lina Pagliughi, Mafalda Favero, Maria Caniglia, Gina Cigna e Margherita Carosio; Mario Cavaradossi in Tosca; Pinkerton in Madama Butterfly; Rodolfo in La bohème; Turiddu in Cavalleria rusticana; il Duca di Mantova in Rigoletto; Edgardo in Lucia di Lammermoor e Federico in L'Arlesiana (lo stesso compositore Francesco Cilea lo definì "il mio miglior Federico").
Gino Fratesi fu anche partner di grandi soprano come Toti Dal Monte, Cloe Elmo, Iva Pacetti, Augusta Oltrabella, Mercedes Capsir; cantò con i baritoni Carlo Tagliabue, Mariano Stabile, Rolando Panerai, Enzo Mascherini, Titta Ruffo, e fu diretto anche da "bacchette" come Gavazzeni, Votto e Serafin.
Da ricordare anche l'interpretazione di alcune "prime assolute" di opere come Cecilia di Don Licinio Refice (1937); Ginevra degli Almieri di Mario Peragallo (1938); e dell'oratorio Saint Frances of Assisi di Teodosio Longo (1947).